# Beverbeek Classic 2007
La Beverbeek Classic 2007, decima edizione della corsa, valida come evento dell'UCI Europe Tour 2007 categoria 1.2, si svolse il 3 marzo 2007 su un percorso di 168 km. Fu vinta dal belga Nico Sijmens, che terminò la gara in 4h 03' 35".
Furono 95 i ciclisti in totale che tagliarono il traguardo.

## Ordine d'arrivo (Top 10)
| Pos. | Corridore           | Squadra                 | Tempo    |
| ---- | ------------------- | ----------------------- | -------- |
| 1    | Nico Sijmens        | Landbouwkrediet         | 4h03'35" |
| 2    | Martijn Maaskant    | Rabobank Cont.          | s.t.     |
| 3    | Dennis Kreder       | Unibet.com              | a 6"     |
| 4    | Joost van Leijen    | Van Vliet-EBH Advocaten | a 11"    |
| 5    | Jelle Vanendert     | Ch. Jacques             | a 13"    |
| 6    | Tom Leezer          | Rabobank Cont.          | s.t.     |
| 7    | Gediminas Bagdonas  | Klaipeda                | a 19"    |
| 8    | Wouter Van Mechelen | Landbouwkrediet         | s.t.     |
| 9    | Alain van Katwijk   | Van Vliet               | s.t.     |
| 10   | Thomas Berkhout     | Rabobank Cont.          | s.t.     |